# علف بوریای موئین
علف بوریای موئین (نام علمی: Agrostis tenuis) نام یک سرده از سرده سرده است. علف بوریا در ایران ۵ گونه گیاه گندمی چند ساله دارد که اغلب در چمن زارهای مرطوب کوهستانی و بیشه زارهای جنگلی می‌رویند.